# 富士見市民文化会館 キラリ☆ふじみ
富士見市民文化会館 キラリ☆ふじみ（ふじみしみんぶんかかいかん キラリふじみ）は、埼玉県富士見市にある文化施設。
富士見市中央部の国道254号富士見川越バイパス沿いに位置し、富士見市役所やららぽーと富士見が隣接する。

## 沿革
- 2002年11月（平成14年） - 開館。
- 2004年4月（平成16年） - 平田オリザ（劇作家・演出家）芸術監督に就任。＊2002年・2003年は演劇プロデューサーとして活動。
- 2007年4月（平成19年） - 生田萬（劇作家・演出家）が芸術監督に就任。
- 2010年4月（平成22年） - 多田淳之介（演出家）が芸術監督に就任。
- 2019年4月（平成31年） - 白神ももこ（振付家・演出家・ダンサー）と田上豊（劇作家、演出家）が芸術監督に就任。
- 2022年4月（令和4年） - 白神ももこが芸術監督第2期を務めている。

## アクセス

### 鉄道
東武東上本線鶴瀬駅から徒歩約25分（東口から埼玉県道245号鶴瀬停車場線・埼玉県道334号三芳富士見線を直進）。都内主要駅から鶴瀬駅までの所要時間は以下の通り。
- 池袋駅から約29分。
- 新宿駅（山手線）から約45分。
- 渋谷駅（東京メトロ副都心線）から約55分（直通列車あり）。
- 飯田橋駅（東京メトロ有楽町線）から約45分（直通列車あり）。
- 東京駅（東京メトロ丸ノ内線）から約55分。

### バス
- 富士見市内循環バス「富士見市役所」下車。全ての路線が通る。
- 東武バスウエストららぽーと富士見線「富士見市役所前」下車。
- 西武バス大宮駅西口 - ららぽーと富士見線「ららぽーと富士見」下車。
- 国際興業バスふじみ野駅 - ららぽーと富士見 - 南与野駅線「ららぽーと富士見」下車。

### タクシー
鶴瀬駅東口から約8分。

## 周辺
- 富士見市役所
- 富士見市立市民総合体育館
- 富士見市立中央図書館
- ららぽーと富士見
- イムス富士見総合病院